# アーカート城
アーカート城（Urquhart Castle， listen; スコットランド・ゲール語: Caisteal na Sròine、ウルクハートとも）は、スコットランドハイランド地方のネス湖そばにある。
アーカート城の位置は、インヴァネスの南西21km（13mi）、ドラムナドロッキットの東2km（1.2mi）、A82の道路沿いである。
中世初期の要塞の上に、13世紀から16世紀にかけて建造されたが、現在は廃墟となっている。 
1230年に創設され、1269年英軍に包囲されていったん破壊されたが再建、14世紀にはスコットランド独立戦争の舞台となった。
その後は王城となったが、マクドナルド一族のアール＝ロスには何度も襲撃された。
1509年、城はクラン・グラントに下付されたが、マクドナルドとの争いは続いた。
その後も城は幾度か急襲を受けて増強されたが、17世紀の中ごろには打ち捨てられた。
アーカート城は1692年、ジャコバイト軍の手に落ちるのを阻止するため、部分的に爆破され、荒廃した。
20世紀に州の管理下に置かれ、市民に公開されるようになった。
現在は、スコットランドでも最も観光客の多い城となっている。
城は、スコットランドでも大きい湖であるネス湖を見下ろす岬の突端に位置している。
西に入口を持ち、堀と跳ね橋で守られていた。
岸辺の上に主な囲い地が2つあり、建物はその囲い地の周りに建てられていた。
北の囲い地には、門番小屋をはじめ現存する建物のほとんどが集中しており、城の北端には5階建てのグラント・タワーがある。
南の囲い地は、より高い位置にあり、初期の建物の残骸が少し残っているだけである。

## 歴史

### 中世初め
アーカートの名前は、7世紀の語形「エアチャーダン」（Airdchartdan）に由来する。「Airdchartdan」は、ゲール語の「air」（「そば」の意）と、古ウェールズ語の「cardden」（「木、茂み」の意」）からなる。
中世初めの築城に特有のビトリファイドの石片が、20世紀初めにアーカート城で発見された。
アーカート城は、北ピクト人の王ブライディ1世の要塞であったという仮説に基づき、レスリー・アルコック教授は1983年、発掘調査を行った。
アイオナ修道院の修道院長アドムナンによる著作『聖コルンバの生涯』には、562年から586年にかけて、聖コルンバが何度かブライディ王を訪れたと記録されている。
しかし地理の詳細はほとんど語られていない。
アドムナンはまたこの訪問の際、聖コルンバが、死の床にあったピクト人貴族エムチャス（Emchath）と、その息子ヴィロレック（Virolec）、彼らの家族を、「エアチャーダン」と呼ばれる場所でキリスト教に転向させたと記録している。
発掘品を放射性炭素年代測定法により調査し、城の南西角にある岩山は、5世紀から11世紀の広い砦の名残であることが明らかになった。
この調査結果に基づきアーカート城は、居城のあるインヴァネスか西のクレイグ・ファドレイグに拠点を置くブライディ1世の要塞ではなく、エムチャスの住居であるとアルコック教授は結論付けた。

### 初期の城
12世紀、ウィリアム獅子王はアーカートに王城を持っていたという識者もあるが、アルコック教授はその論証を発見することはできなかった。
12世紀と13世紀に、マルカム3世の孫マクウィリアムス（Meic Uilleim）は、デイヴィッド1世とその後継者に何度も襲撃をしかけた。
最後の襲撃の記録は1229年である。
秩序維持のため、アレグザンダー2世は自分のHostarius（守衛もしくは門衛）のトーマス・デ・ランディン（Thomas de Lundin）にアーカートを下賜した。 
数年にランディンが死ぬと、アーカートは息子のアラン・デューワード（Alan Durward）に引き継がれた。
城の原型はこの後まもなくに、敷地の南西のモットの上に建てられたと考えられている。
1275年、アランの死後、王はアーカートを、バデノッホの領主ジョン・カミン2世（John II Comyn）に授けた。
アーカート城の存在が最初に記録されているのは1296年、エドワード1世に占拠されたときである。
エドワードの侵略をきっかけに起こったスコットランド独立戦争は、1357年まで断続的に続いた。
エドワードはウィリアム・フィッツワリン卿を城守に任じて、城をイングランドの制圧下に置いた。
1297年、ウィリアムはインヴァネスからの帰途、アンドリュー・マレー卿の待ち伏せを受けた。その後モーレイは城を包囲して夜襲をかけたが、不首尾に終わった。
1298年、アーカートは再びスコットランドに制圧され、イングランドは駆逐された。
1303年には再びイングランドの襲撃を受けたが、アレクサンダー・デ・フォーブ卿は防御に失敗した。
このときエドワードは、ジョン・カミンの兄弟アレクサンダー・カミンを総督として置いたため、一族はイングランドの側についてロバート1世に敵対した。
1306年にジョン・カミン3世が殺害されると、ロバート1世はカミン一族を破り、1307年にグレート・グレン峡谷を進軍、インバーロッキー、アーカート、インヴァネスを落城させた。
これ以降、アーカートは王城となり、城守がおかれるようになった。

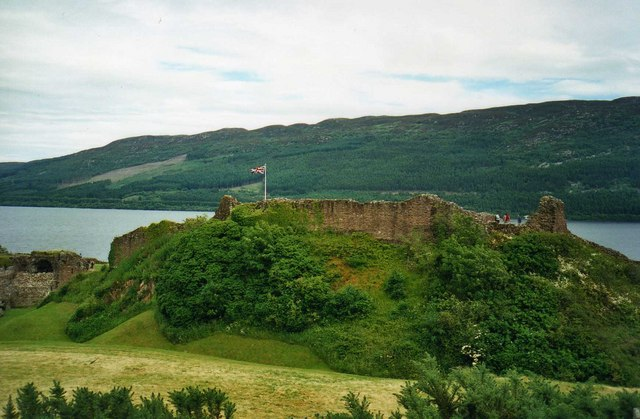
城の最初期の部分、13世紀のモットやShell keep型の遺構が残存している。

1329年のアーカートの城守は、クアレルウッドのロバート・ローダー卿だった。
1333年のハリドン・ヒルの戦いでスコットランドが敗北した後、ローダー卿は他のイングランド勢の侵略からアーカート城を守るために戻った。
この時期、スコットランドが持ちこたえていた城はたった5つだったが、アーカート城はそのうちの1つだった。
1342年、デイヴィッド2世はアーカートで夏の狩猟時期を過ごしたが、彼はアーカートで過ごした唯一の王である。
それ以降の200年間、グレート・グレン峡谷は、アイル領主マクドナルド氏族の急襲をしばしば受けた。
彼らは西スコットランドを強力に統治して半独立王国とし、ロス伯爵位を要求していた。
1395年、アイル領主ドーナルはアーカート城を王から奪い、15年以上守り抜いた。
1411年、ハーラウでイングランド王の派との戦いに臨むため、ドーナルは谷を進軍した。
はっきりとした決着はつかなかったが、ドーナルはその後主導権を失い、王はすぐにアーカートを指揮下に置いた。
1437年、ドーナルの息子のロス伯爵アレクサンダーは、アーカートの峡谷を襲撃したが、城を制圧することはできなかった。
城の防御力を高めるために、王の資金が購われた。
アレクサンダーの息子のロス伯爵ジョンは、16歳で父の後を継いだ。
1452年、彼もまたグレート・グレンを急襲し、アーカートの地と城とを手に入れた。
しかし1462年、ジョンは、スコットランド王ジェームズ3世に敵対する、イングランド王エドワード4世とウェストミンスター条約を結んだ。
1476年、これをジェームズ3世が知るところになると、ジョンは称号を剥奪され、アーカート城は、同盟国のハントリー伯爵ジョージ・ゴードンに引き渡された。

### グラント一族

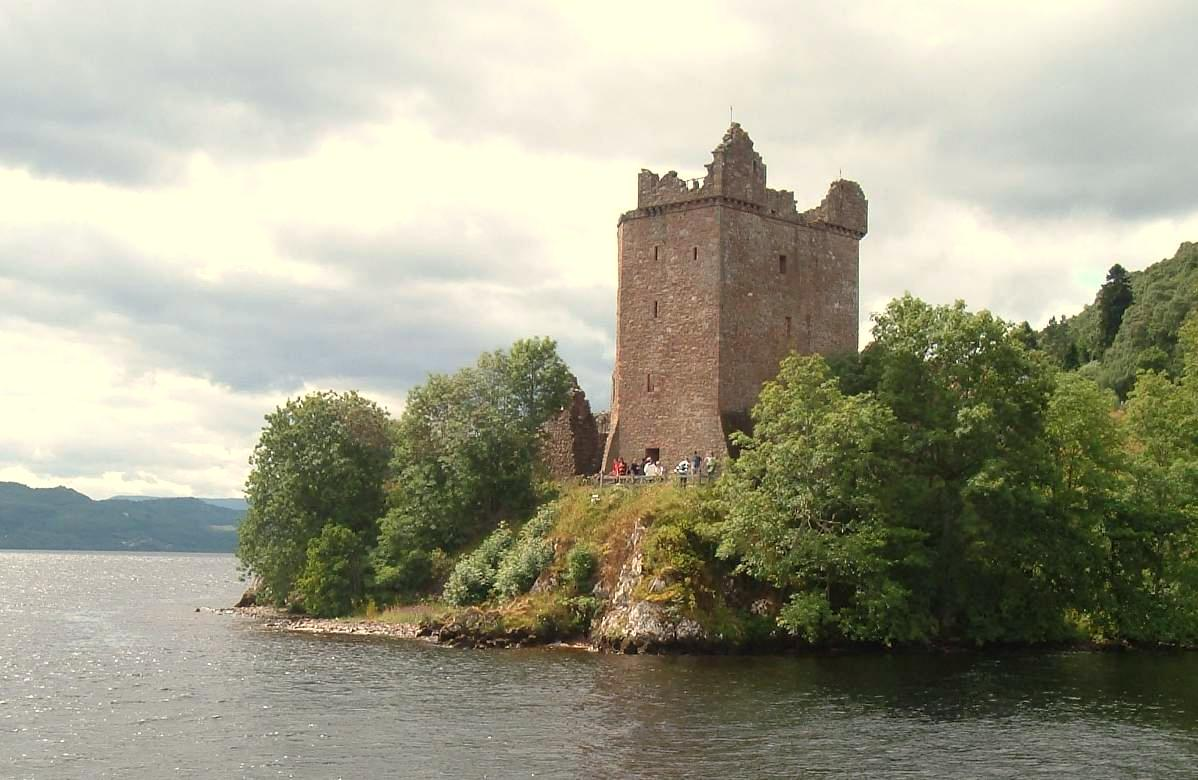
ネス湖よりグラント・タワーを望む

ハントリーは、アーカート城周辺の治安を回復するために、Freuchie のダンカン・グラント卿を呼び寄せた。
息子のジョン・グラント(1538年没）は1502年に、アーカント峡谷の地所を五年契約で借り上げた。
1509年、アーカント峡谷とモリストン峡谷に加え、アーカート城の所有権が、ジェームズ4世からジョン・グラントに与えられたが、城は修理再建が必要な状態だった。
グラント一族による城の所有は1912年まで続いたが、西からの襲撃は途切れることがなかった。
1513年、フロドゥンの悲劇に続き、ロハルシュ領主のドナルド・マクドナルド卿が、スコットランドの混乱に乗じてアイルの支配を要求、アーカート城を占拠した。
グラントは1517年前に帰城したが、牛300頭、羊1,000頭、城の食糧はマクドナルドに奪われた後だった。
グラントはマクドナルドから損害賠償を得ようとしたが、これに失敗した。
ジェイムス・グラント（1553年没）が父の後を継ぎ、1544年にハントリーとフレイザーの氏族と同盟を結んでマクドナルド氏族に対抗し、シャツの戦いに突入した
報復として、マクドナルド氏族はキャメロン氏族と同盟を組んで、1545年にアーカート城を攻撃占拠した。
このときマクドナルドは、牛2,000頭、他の動物を数百匹を略奪、城からは家具、大宝、門まで奪いとったため、これは「Great Raid（大略奪）」として知られている。
グラント氏族は城を取り戻し、補償としてキャメロンの土地をも得ることになった。 
大略奪が最後の侵略となったことが判明している。
1527年、歴史家ヘクター・ボイースは、アーカート城の「rewinous wallis」について記しているが、16世紀末までにアーカート城はグラント一族により再建され、ハイランドでも強大な勢力となった。
修理改造は1623年頃まで続いたが、城はもはや好ましい住居ではなかった。
1644年にカヴェナンター（長老主義者)の群衆が城に押し入り、略奪の上、城に滞在していた監督教会派のマリー・グラント女伯爵を追い出した。
1647年にとられた記録によれば、城は実質、空っぽになっている。
オリバー・クロムウェルが1650年にスコットランドに侵略した際には、グレート・グレンの両端に城を築くことに同意し、アーカート城は放置している。 

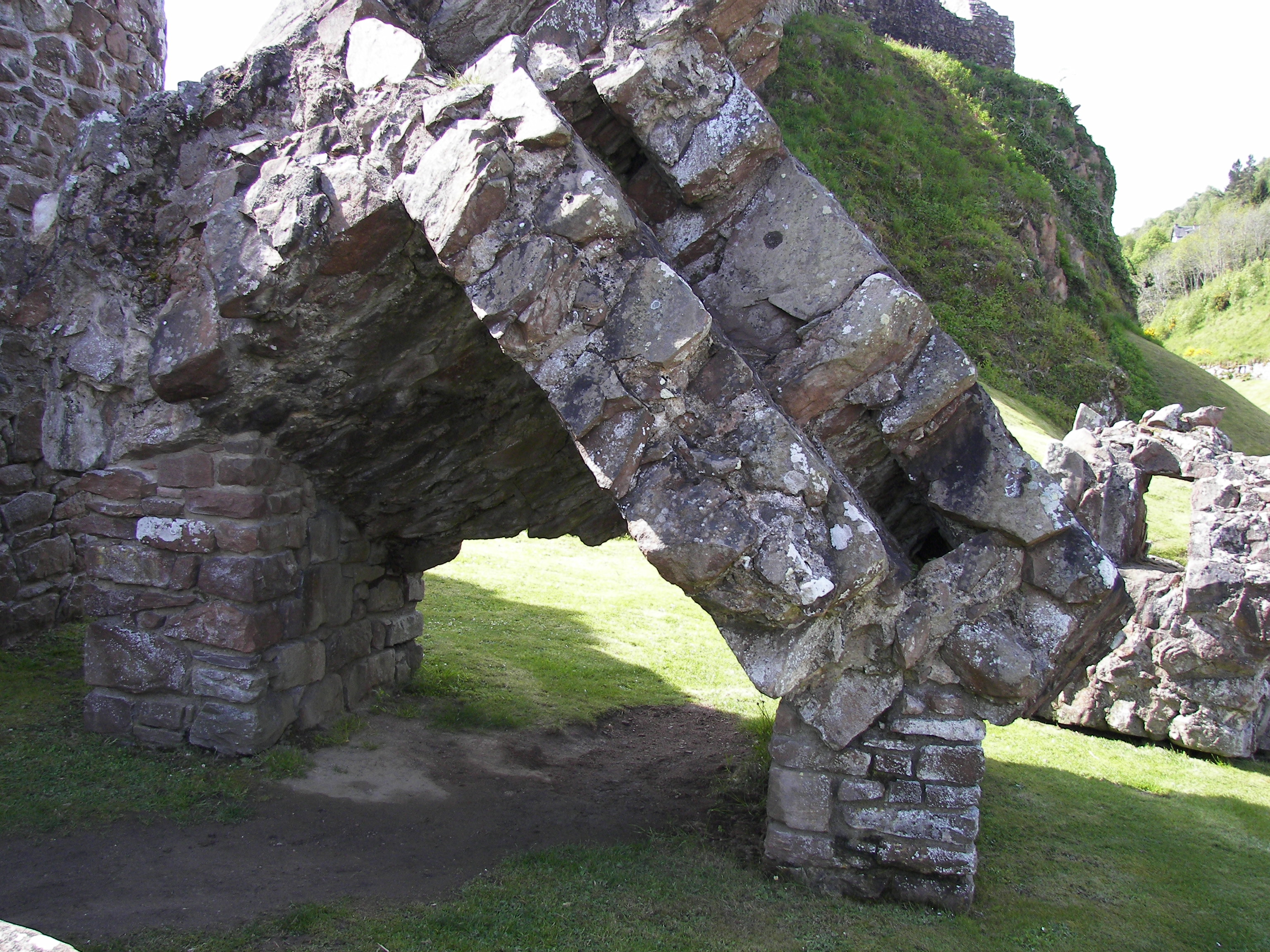
壊れた門楼の一部

ジェームズ2世が1688年の名誉革命で王位を追われたとき、リュドヴィック・グラントはウィリアム3世の側につき、200人の兵士を城に配備した。
武器は不足していたが準備の行き届いた駐屯軍は、追放されたジェームズ2世を支持するジャコバイト軍500人が城を包囲した時も、1690年5月にクロムデールの戦いでジャコバイト軍本体が敗北するまで、よく持ちこたえた。
兵士がついに去ると、城が再びジャコバイト軍に狙われないよう、駐屯軍は門楼を爆破した。
破壊された石組の大きな残骸が、現在も門楼跡に残されている。
議会はグラントに £2,000 の補償を支払うよう命じたが、修繕は行われなかった。
その後も、地域住民が石組みその他の資材を再利用のために持ち去るなどして、城の遺構は損なわれた。
1715年には、嵐のためにグラント・タワーの一部が崩壊した。

### その後
1770年代までに城は屋根を失い、19世紀の画家やハイランドへの観光客は、城をロマンチックな廃墟と捉えた。
1884年にアーカート城は、第8代シーフィールド伯の死去により、第7代シーフィールド伯ジョン・オグルヴィの未亡人カロラインのものとなった。
1911年、シーフィールド伯爵夫人は死去に際し、アーカート城を国家に委任するとの遺言を残した。
1913年10月、アーカート城の維持責任は、His Majesty's Works and Public Buildingsに委譲された 。
Historic Scotlandは、Office of Works の執行機関で、城の維持を委任されている。
アーカート城はカテゴリーＡの指定建造物であり、 国家的重要性が認められたscheduled monumentである。
1994年、 Historic Scotland は、Ａ82道の路上問題解決のために、新しくビジター・センターと駐車場の建設を提案した。
地元の強い反対を受けて公聴会が開かれ、1998年に提案が承認された。
新しい建物は道路下の築堤に隠れ、屋根の上に駐車する構造になっている。
ビジター・センターには、城の歴史展示、中世のレプリカ、映画、レストラン、店舗などがある。
城は一年を通して公開されており、結婚式を執り行うこともできる。
2011年には、315,000人以上の人々がアーカート城を訪れ、Historic Scotland が管理する城の中では、エディンバラ城とスターリング城に次いで第3位となっている。

## 概要
アーカート城は、ネス湖湖岸北西部の三角形の岬、Strone Point と呼ばれる場所にあり、グレート・グレン峡谷に沿って走る道路は、アーカート峡谷入口に面している。
城の位置は湖水面にかなり近く、岬の北東側には低い崖になっている。
内陸側には召集のための広場があり、そこには17世紀当初、庭や果樹園だけでなく業務用の建物もあったと思われる。
このエリアを超えると地面は高く盛り上がり、ビジター・センターとＡ82道に向けては急な坂になっている。
堀は水のない空堀で、最も幅広い場所で30m（98ft）、おそらく中世初期に掘られたもので、陸側からの侵入を防いでいる。
かつて中央には濠を渡る跳ね橋がかかっていたが、跳ね橋に至る道は石畳になっている。
歩道の城側は塀があり、甕城の役割を果たしていた。
アーカート城は、スコットランドでも特に大きな面積を持つ城の1つである。
城壁に囲まれた部分は、数字の「８」のような形をしている。
ネス湖湖岸に沿って北東から南西の方向へ、2つのベーリー（囲い地）を並べたような形で、全周は約150m（490ft） × 150m（490ft） × 46m（151ft）である。
北のベーリーが低く、南のベーリーが高い。
両ベーリーのカーテンウォールは主に14世紀のもので、のちの建物によってかなり増強されている。現在の遺構のほとんどは、北のベーリーにある。

### 下のベーリー
16世紀の門楼は、下のベーリーの内陸側にあり、入口通路の側面には2つの「Ｄ］の形の塔がある。
かつての入り口は落とし格子と二重の扉に守られ、門衛室も両側にあった。
入口上にはいくつか部屋があり、城の番人の宿泊施設として使われていたと思われる。
門楼の周囲には、1690年の爆破以降に崩壊した石組みが残されている。
下のベーリーは、1400年代以降の城の観光のポイントであり、北端のグラント・タワー、城館主要部、キープが残っている。
グラント・タワーは12m（39ft） × 11m（36ft）、壁の厚みは最高3m（9.8ft）ある。
グラント・タワーは14世紀の基礎の上に建っているが、建物部分のほとんどは、16世紀の再建によるものである。
当初は5階建てで、南の壁は18世紀初期の嵐で崩壊しているが、それでもまだ城の中では最も高い建物になる。
残存する胸壁は1620年代に改築されたもので、塔の隅の上部には、持ち送りのある張り出し櫓（小塔）がついている。
西のメインの扉、および東の裏門上部には出し狭間という狭い隙間が開いており、城を攻撃する者に向けて岩などを落とすことができた。
西の扉は、溝と跳ね橋で守られており、玉石を敷いた囲い地に接続、主要な城壁との境目には門がある。
現存する建物内部には、塔の東壁に敷設された螺旋階段で登ることができる。
内部1階はホール、2～3階は部屋、小塔の屋根裏部屋から成っている。
主な階の部屋には、16世紀の大きな窓と、防御のための銃窓がある。
グラント・タワーの南側には、14世紀の控え壁の、厚いカーテンウォールが続いている。
その区域の中央部は大ホールになっており、城主の個室となる主寝室と、北には採光室、南には台所がある。
長方形の建物の基礎が、下のベーリー内の岩の多い塚に残っており、教会の跡だということが確認されている。

### 上のベーリー
上のベーリーは、城の南西の角の、岩場の多い土手の上に当たる。
岬で最も高い場所であり、この土手はアーカート最初期の地所となる。
中世初期の要塞に特有の、ビトリファイドの資材が土手の斜面で発見され、アルコック教授によって中世初期の要塞の位置が確認された。
13世紀には、土手は、デューワードによって建てられた原型の城のモットとなり、現存する壁は当時のシェル・キープ（くぼんだ囲い地）の名残である。
これらの遺跡は断片的ではあるが、北と南のシェル・キープに塔が存在したことを示している。
上のベーリーの東壁には水門があり、湖につながっている。
隣接した建物は、厩舎だった可能性がある。
その南、モットの反対側は、鳩舎（Dovecote）の基礎と、おそらく以前は大きなホールで、のちには鍛冶場として使用されたと思われる13世紀の建物の残骸が少し残されている。

## References
1. 1 2  “Visits Made in 2011 to Visitor Attractions in Membership with ALVA”.   Association of Leading Visitor Attractions. 2012年12月14日閲覧。
2. 1 2 3  Tabraham (2002), p.25
3. ↑  『地球の歩き方 2016〜17 湖水地方&スコットランド』ダイヤモンド・ビッグ社、2016年、309頁。ISBN 978-4-478-04902-0。
4. ↑  Tabraham (2002), p.16
5. 1 2  Alcock & Alcock (1992), p.242
6. ↑  Anderson & Anderson (1991), pp.202–203
7. ↑  Alcock & Alcock (1992), pp.251–252
8. ↑  Alcock & Alcock (1992), p.257
9. ↑  Alcock & Alcock (1992), p.265
10. ↑  “Fort, Craig Phadrig”. Highland Heritage Environment Record.   Highland Council. 2012年12月21日閲覧。
11. 1 2  “Urquhart Castle: Listed Building Report”.   Historic Scotland. 2012年12月14日閲覧。
12. 1 2  MacGibbon & Ross (1889), p.90
13. 1 2 3  Alcock & Alcock (1992), p.245
14. 1 2  Tabraham (2002), p.30
15. ↑  Bain (1884), p.239
16. ↑  Tabraham (2002), p.31
17. ↑  Scott (1982), p.107
18. 1 2  Tabraham (2002), p.32
19. 1 2  Tabraham (2002), pp.34–35
20. ↑  Tabraham (2002), p.36
21. ↑  MacGibbon & Ross (1889), p.92
22. 1 2  Tabraham (2002), p.37
23. 1 2 3  Munro & Munro (2004)
24. ↑  Tabraham (2002), p.39
25. 1 2  MacGibbon & Ross (1889), p.93
26. 1 2 3  Tabraham (2002), p.40
27. 1 2 3  Gifford (1992), p.217
28. ↑  “Urquhart Castle: About the Property”.   Historic Scotland. 2012年12月13日閲覧。
29. ↑  Tabraham (2002), p.42
30. ↑  Tabraham (2002), p.44
31. ↑  “Urquhart Castle”.   Historic Scotland. 2012年12月14日閲覧。
32. ↑  Cole, Margo (2001年3月29日). “Fit for a king”. New Civil Engineer. 2001年3月29日閲覧。 “Local opposition led to a four year delay and a public inquiry, with Wilson's design eventually approved in 1998.”
33. ↑  Cole, Margo (2001年3月29日). “Fit for a king”. New Civil Engineer. 2001年3月29日閲覧。 “The agreed location for the visitor centre was within the embankment, with the car parking platform forming the building's roof.”
34. ↑  “Weddings: Urquhart Castle”.   Historic Scotland. 2012年12月13日閲覧。
35. 1 2  Gifford (1992), p.216
36. 1 2  Tabraham (2002), p.4
37. ↑  Tabraham (2002), p.8
38. 1 2  MacGibbon & Ross (1889), p.94
39. 1 2 3  Gifford (1992), p.220
40. ↑  Tabraham (2002), p.10
41. ↑  Gifford (1992), p.219
42. ↑  Tabraham (2002), p.9
43. 1 2  Gifford, p.221
44. ↑  Tabraham (2002), p.6
45. ↑  Tabraham (2002) p.7